# Ріоача
Ріоача (ісп. Riohacha , ісп. вимова: [rjoˈa.tʃa] ; вайю: Süchiimma ) — місто і муніципалітет на півночі Колумбії біля гирла річки Ранчерія при її впадінні в Карибське море. Столиця департаменту Гуахіра. Місто розташоване на півострові Гуахіра на океанському узбережжі і має набережну з піщаним пляжем.
Засноване конкістадором Ніколаусом Федерманом у 1535 році, Ріоача було назване на честь місцевої «легенди про сокиру». Через потужну дощову тінь від Сьєрра-Невада-де-Санта-Марта місцевість здебільшого пустельна. Її населяють в основному індіанці, переважно етнічна група вайю. У колоніальні часи Ріоача був дуже важливим портом, оскільки в його гавані пірнальники видобували величезну кількість перлин.
У другій половині ХХ століття місто перетворилося на один із морських торгових портів Колумбії середньої важливості. Це також мультикультурний центр департаменту Ла-Гуахіра. Місто кілька разів згадується в романах колумбійського письменника, лауреата Нобелівської премії з літератури Габріеля Гарсіа Маркеса в його важливих творах «Сто років самотності», «Кохання під час холери» та «Хроніка смерті, про яку всі знали заздалегідь».

## Назви та етимологія
Топонім Ріоача існує з періоду іспанського завоювання та колонізації Гуахіри (1526—1536). Існує три різні версії про його походження, проте усі вони пов'язані з дослідженням району гирла річки в середній частині півострова Гуахіра. Перша версія розповідає про порятунок молодим туземцем  іспанського загону, що загубився і страждав від спраги. Індіанець порятував іспанців, провівши до ріки; в нагороду капітан іспанців подарував тубільцю сокиру і охрестив це місце "Річка Сокири" (ісп. Río de La Hacha, Ріо-де-ла-Ача). Друга гіпотеза говорить про той самий іспанський загін, капітан якого загубив свою статусну сокиру під час перетину згаданої річки, яку він на розраду охрестив цією назвою. Третя гіпотеза говорить про знайдення загоном європейських дослідників красивої сокири, закопаної на березі річки, яку вони відкрили.
Слово Süchiimma мовою індіанців Вайю означає Земля річки: Süchii (річка) і Mma (земля). Місто також відоме як Портал-де-Перлас (натякаючи на своє перлинне походження), столиця чарівних Арреболес (найкрасивіші заходи сонця в Колумбійському Карибському басейні) і Местиса-дель-Нордесте (за багатий мультикультуралізм і пасати північного сходу).

## Історія

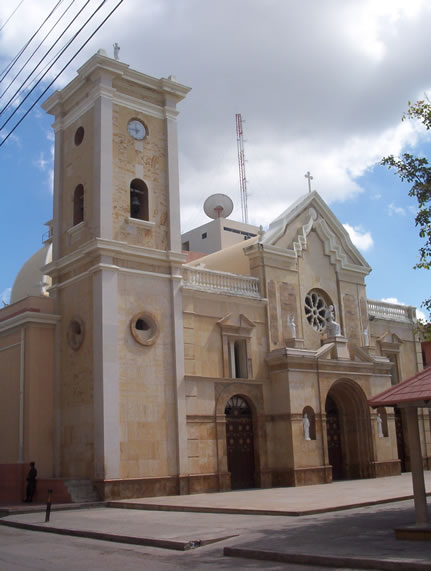
Собор в Ріоачі

Район Ріоача довгий час був населений американськими індіанцями культури вайю, частиною більшої групи араваків. Першим європейцем, який відвідав цей район, був іспанський мореплавець Алонсо де Охеда в 1498 році, хоча він ніколи не висаджувався тут на берег. Трохи пізніше Хуан де ла Коса, ще один іспанський дослідник, висадився в місці, що сьогодні називається Кабо де ла Вела (мис Вітрила, названий так через його форму).
У 1535 році на місці, де висадився Хуан де ла Коса, іспанський конкістадор німецького походження Ніколаус Федерман заснував місто під назвою Nuestra Señora Santa Maria de los Remedios del Cabo de la Vela (Богоматір Свята Марія на мисі Вітрила) .
Іспанці знайшли в прилеглому до района міста морі багаті родовища перлин. Чутки про ці скарби часто привертали набіги піратів. Після того, як місто було зруйноване черговим піратським набігом, міська влада перемістила місто в гирло річки Ранчерія, щоб заплутати піратів і дати місту час на відновлення до наступного нападу. Нове місто, назване Nuestra Señora de los Remedios del Río de la Hacha (Богоматір Зцілення Річки Топора), на короткий час мирно розбудовувалось на новому місці і в 1544 році стало столицею провінції. Але піратські напади незабаром відновилися і наступна велика атака під проводом відомого англійського капера Френсіса Дрейка відбулася в 1569 році, коли Дрейк пограбував місто в пошуках золота та перлів. Під час Золотої доби піратства, тільки в період між 1667 і 1678 роками пірати нападали на Ріоачу п'ять разів.
В 1718 році Ріоача була включена до віце-королівства Нова Гранада як частина провінції Санта-Марта. Під час боїв за незалежність від Іспанії порт Ріоача стала прихистком для багатьох суден, які боролися за незалежність Колумбії та Венесуели. Багато жителів Ріоача також служили в революційному флоті, особливо адмірал Хосе Пруденсіо Паділья, якого згодом вважатимуть героєм революцій у Колумбії та Венесуелі.
У 1954 році Ріоача отримав статус муніципалітету, а в 1964 році був оголошений столицею нового департаменту Гуахіра.

## Культура
Національний фестиваль Dividivi відзначається щороку з 29 червня по 1 липня. В останній день святкується створення департаменту Ла-Гуахіра.

## Транспорт
Ріоача має один аеропорт — аеропорт Альміранте Паділья. Він обслуговує авіакомпанії, що здійснюють рейси до та з колумбійської столиці Боготи, найближчих міст Вальедупар і Санта-Марта, а також до карибського курортного острова Аруба. У вересні 2016 року лоукост-перевізник Easy Fly запустив сполучення між Ріоаче та Барранкільєю.

## Клімат
Ріоача, завдяки дощовій тіні Сьєрра-Невада-де-Санта-Марта, має напівпосушливий клімат (Köppen BSh), який через надзвичайно жаркі температури не надто перевищує посушливий клімат, незважаючи на отримання 546 міліметрів (21,50 дюйм) опадів на рік. Цей дощ випадає майже виключно в травні та між серпнем і листопадом, а протягом решти року є лише тринадцять вологих днів із 212 у середньому на рік. Незважаючи на відсутність опадів, цілий рік висока вологість, що додає неприємної спеки.

## Міста-побратими
- Маракайбо (ісп. Maracaibo), Венесуела
- Маямі (англ. Miami), США
- Монтеррей (ісп. Monterrey), Мексика
- Ораньєстад (нід. і пап'ям. Oranjestad), Аруба
- Віллемстад (нід. і пап'ям. Willemstad), Кюрасао
- Санта-Марта (ісп. Santa Marta), Колумбія
- Вальєдупар (ісп. Valledupar), Колумбія
- Картахена (ісп. Cartagena), Колумбія
- Барранкілья (ісп. Barranquilla), Колумбія

## Відомі мешканці
- Луїс Антоніо Роблес Суарес — перший афро-колумбійський юрист і політик.

## Галерея

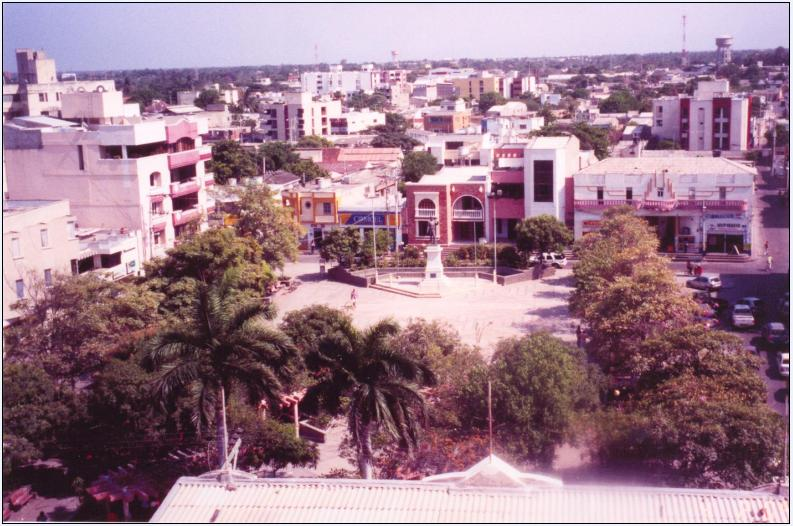
Площа "Almirante Padilla Plaza" в центрі Ріоачі
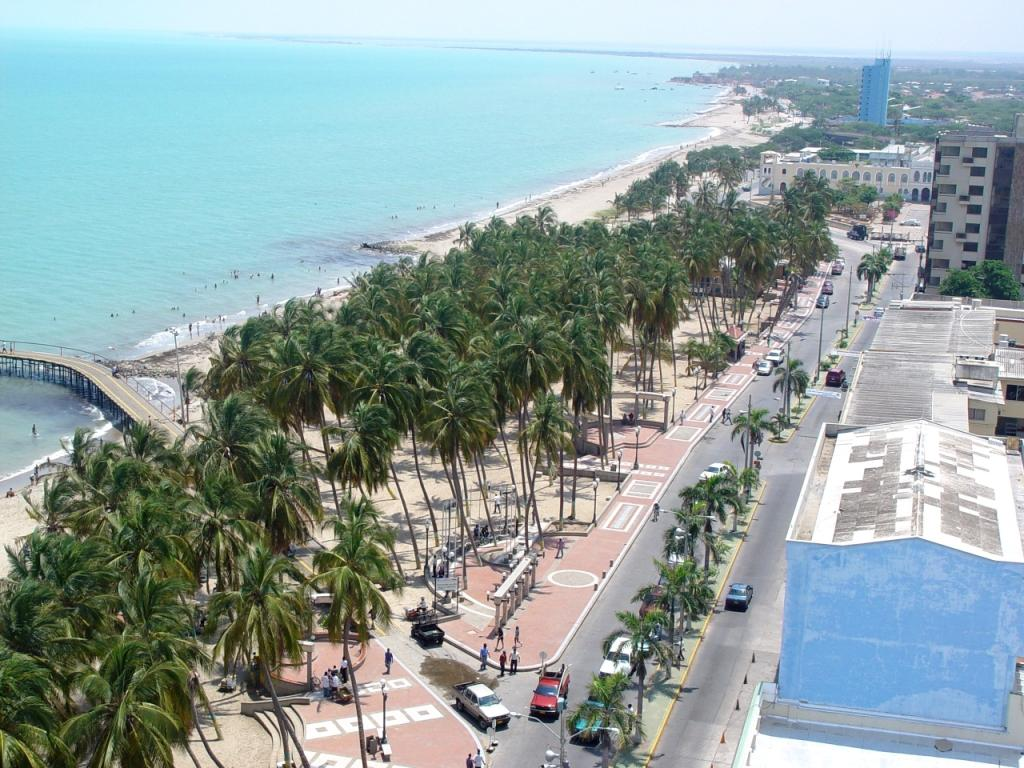
Вид на набережну
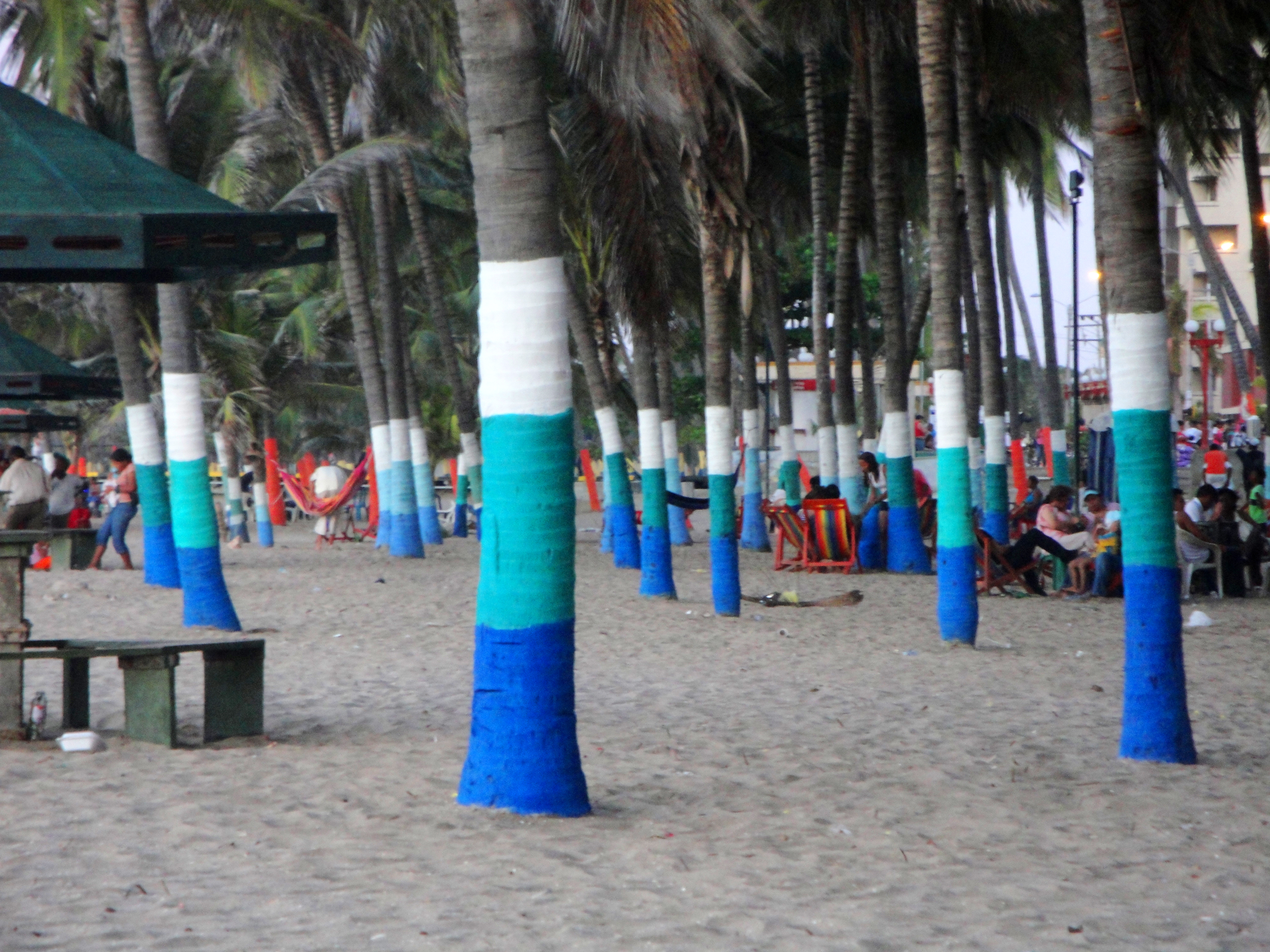
Пляж Малекон
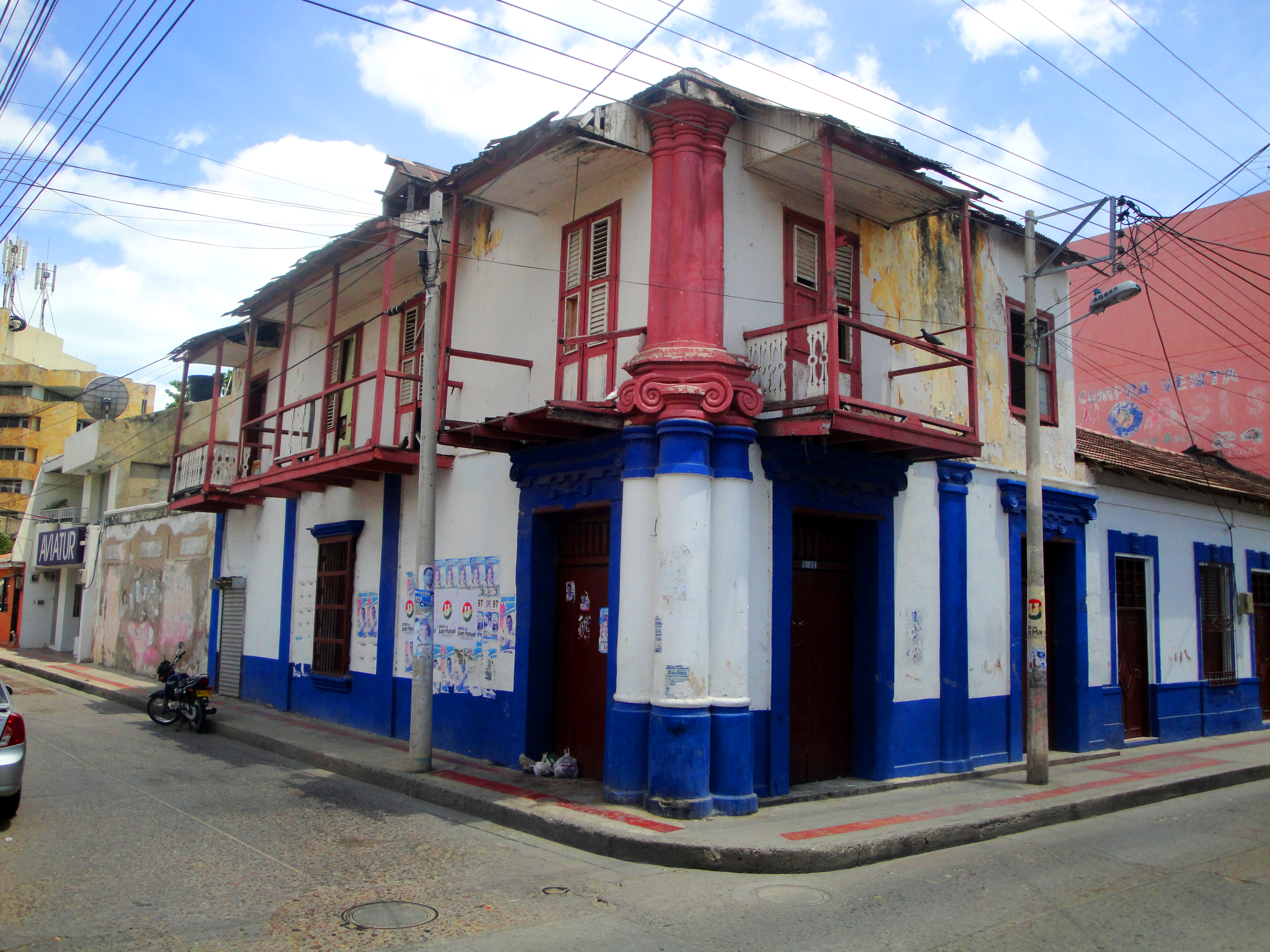
Типова будівля
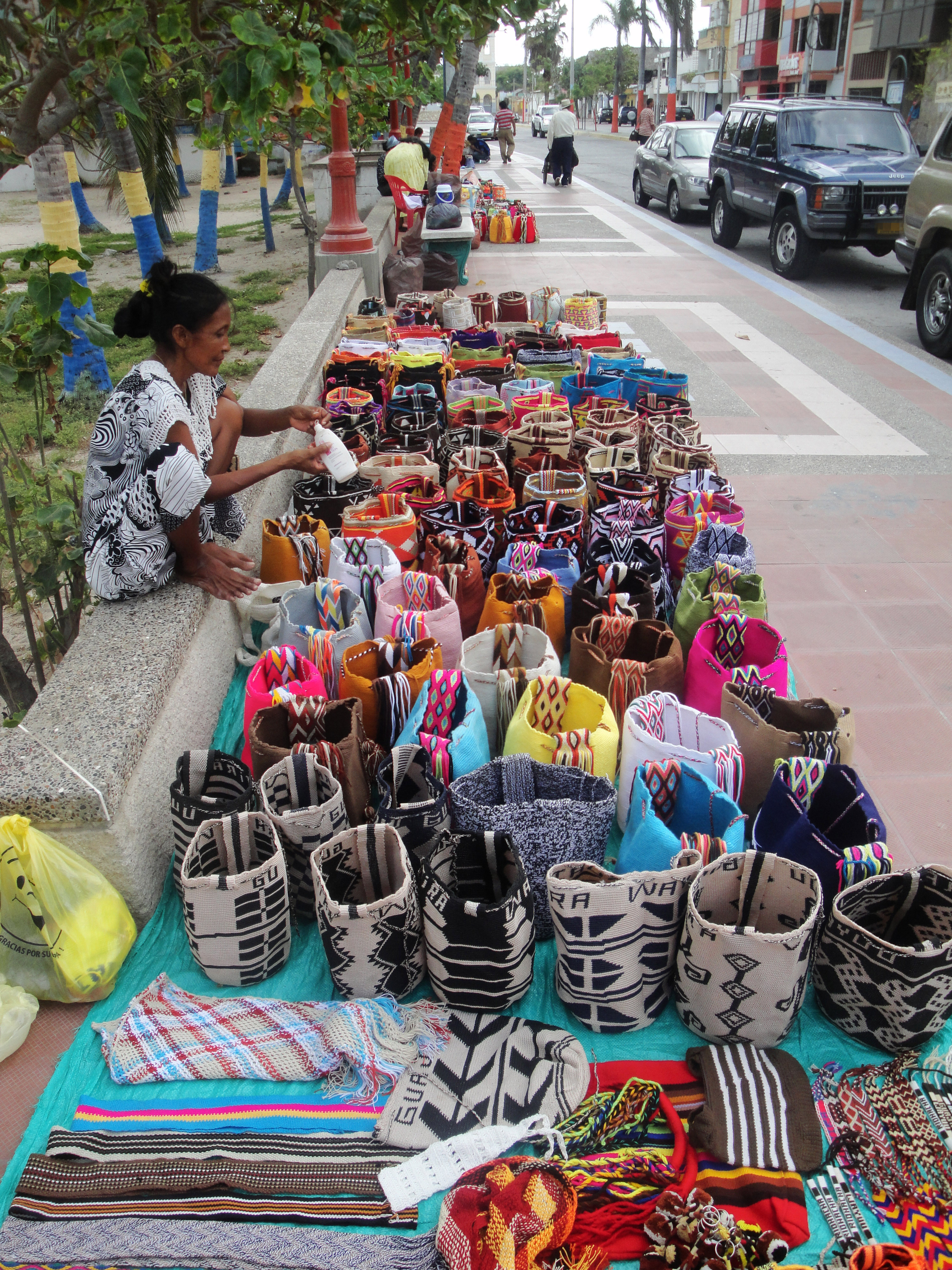
Ремеслені вироби індіанців вайю на Авеніда Прімера
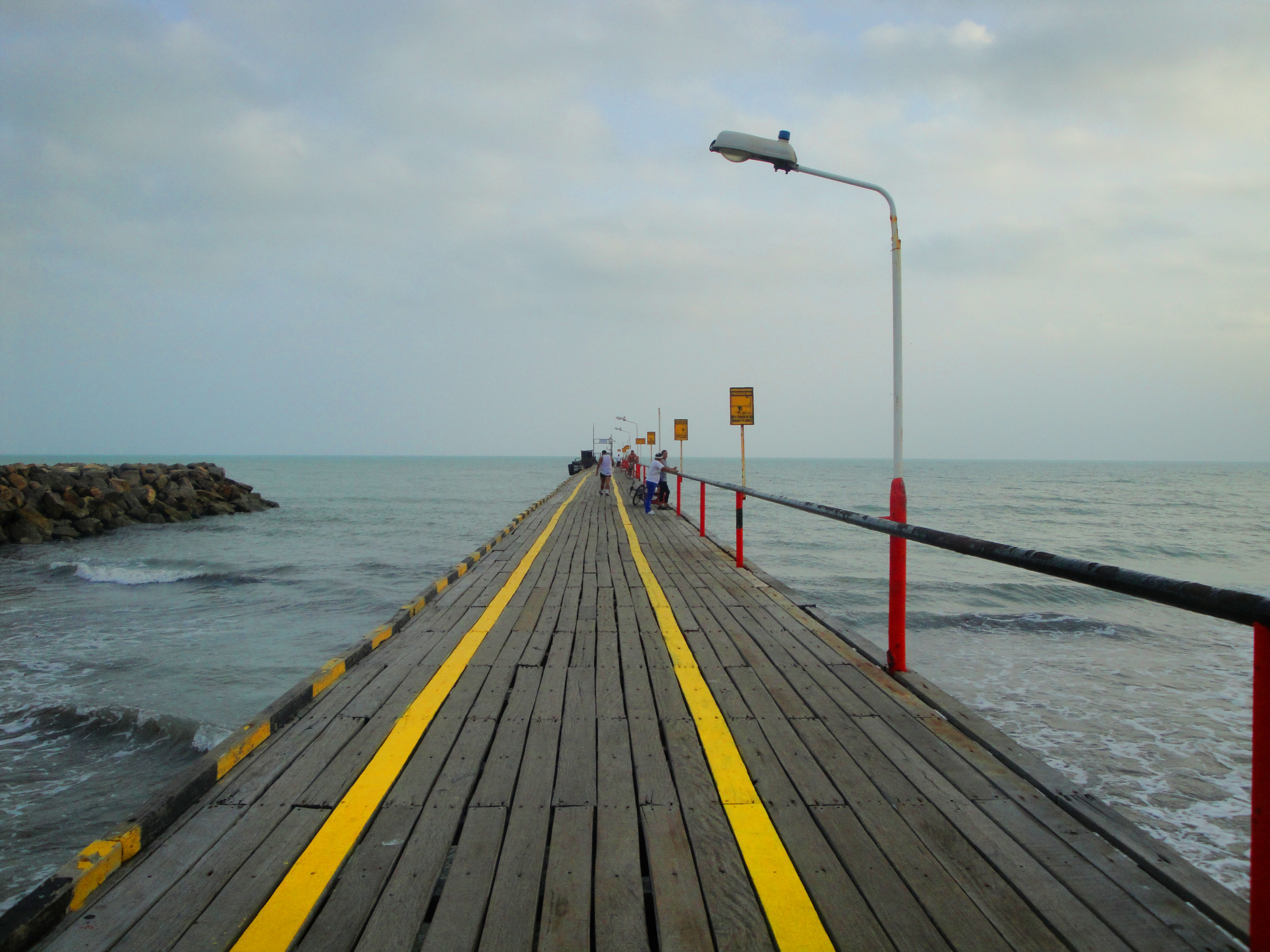
Туристичний причал Ріоача
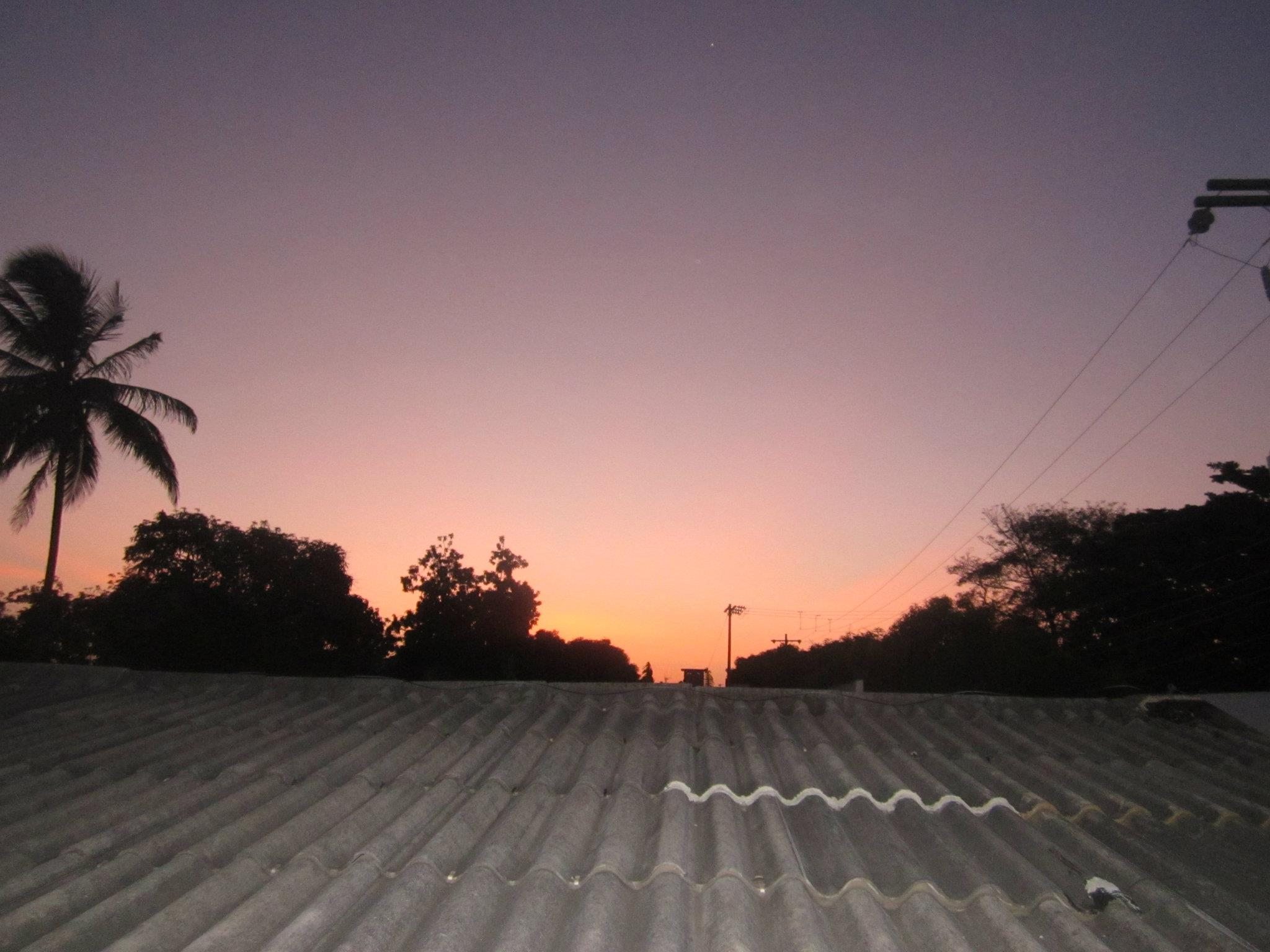
Схід сонця Ріоача на даху будинку
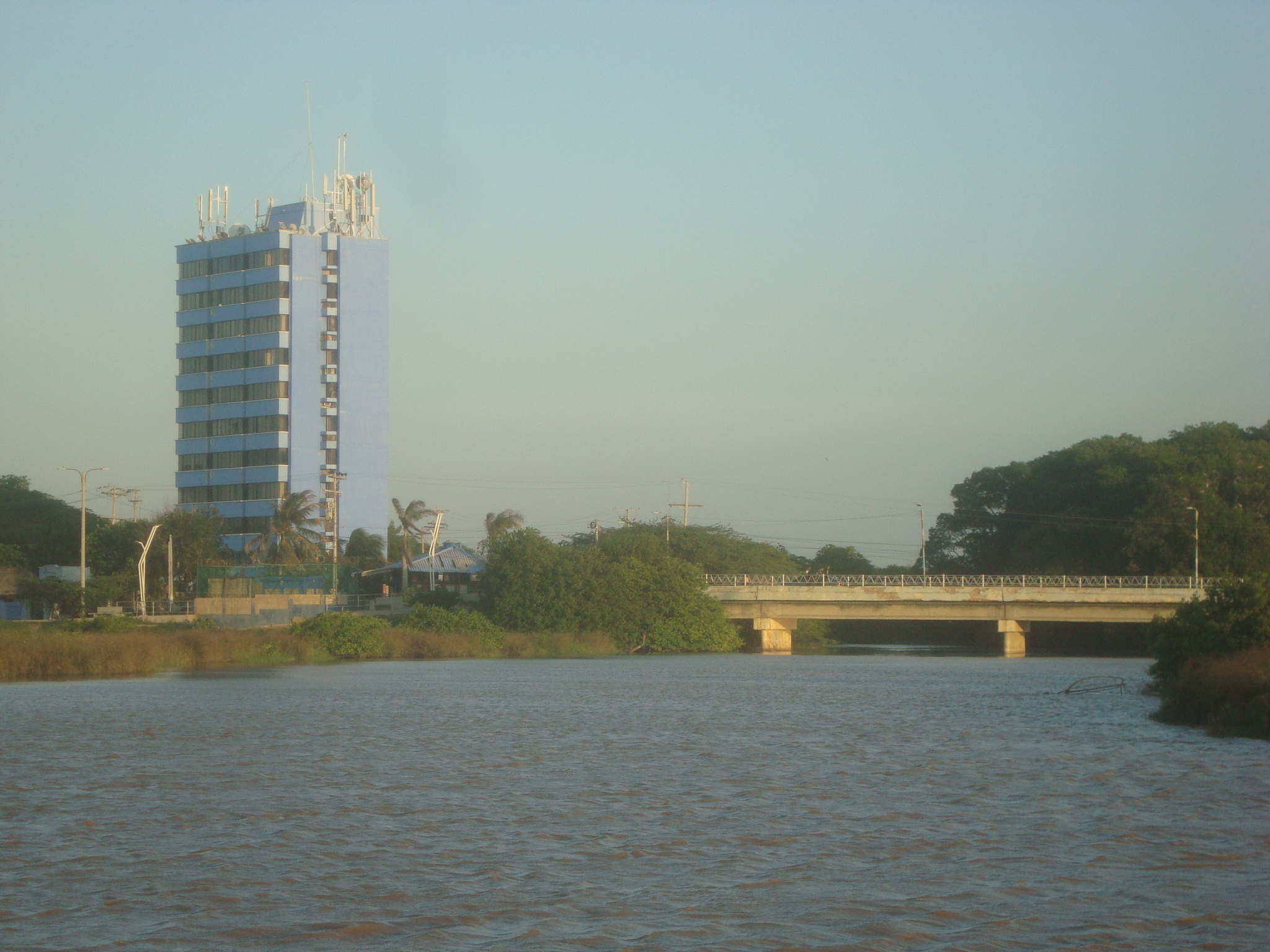
Річка Ранчерія впадає в Ріоача
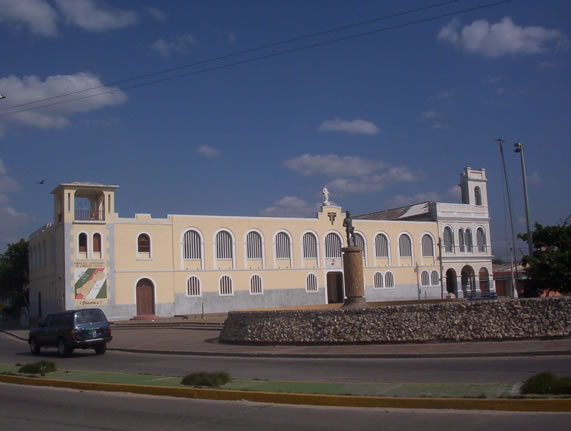
Парк Каньонес
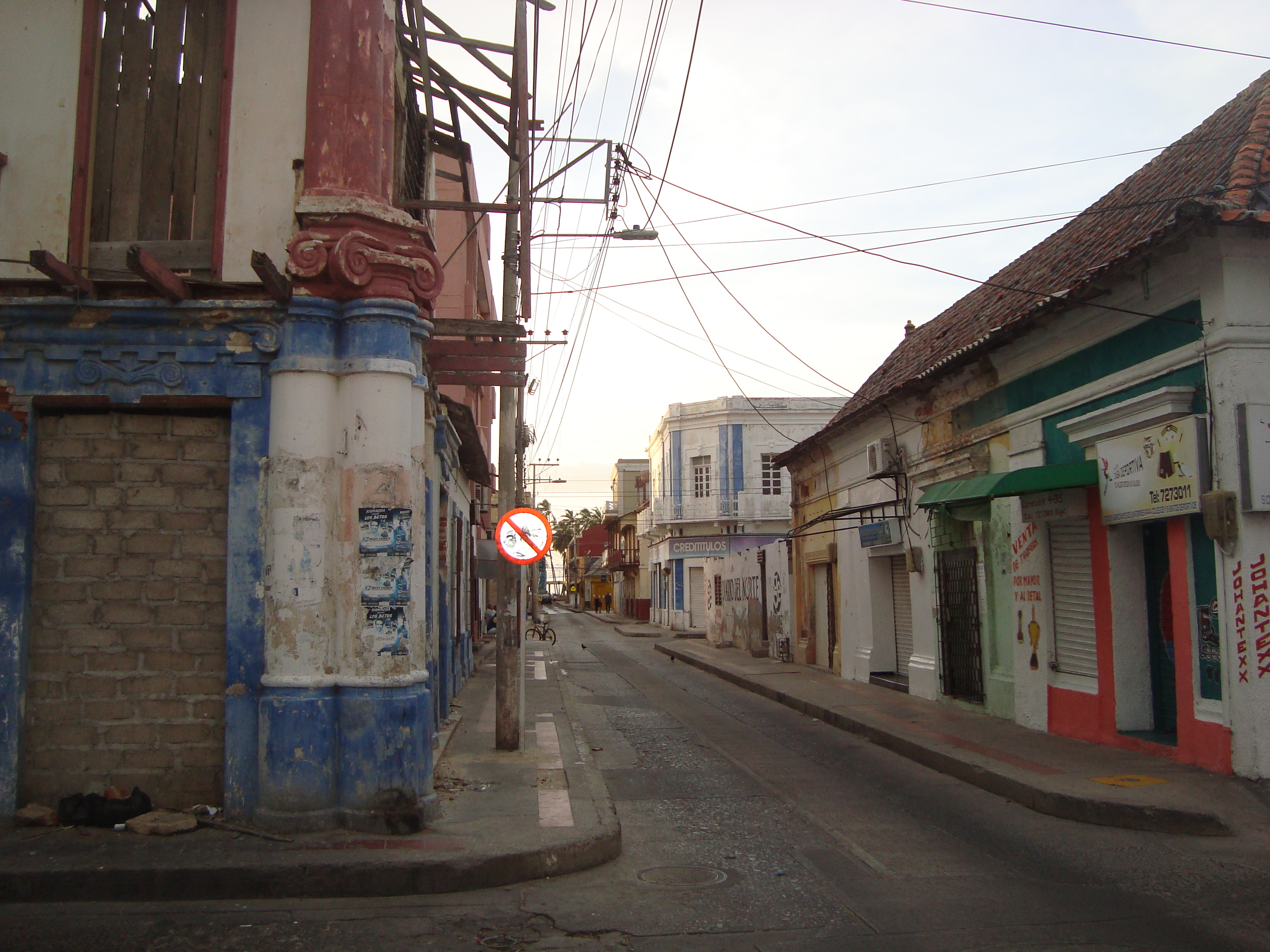
Один із районів історичного центру міста
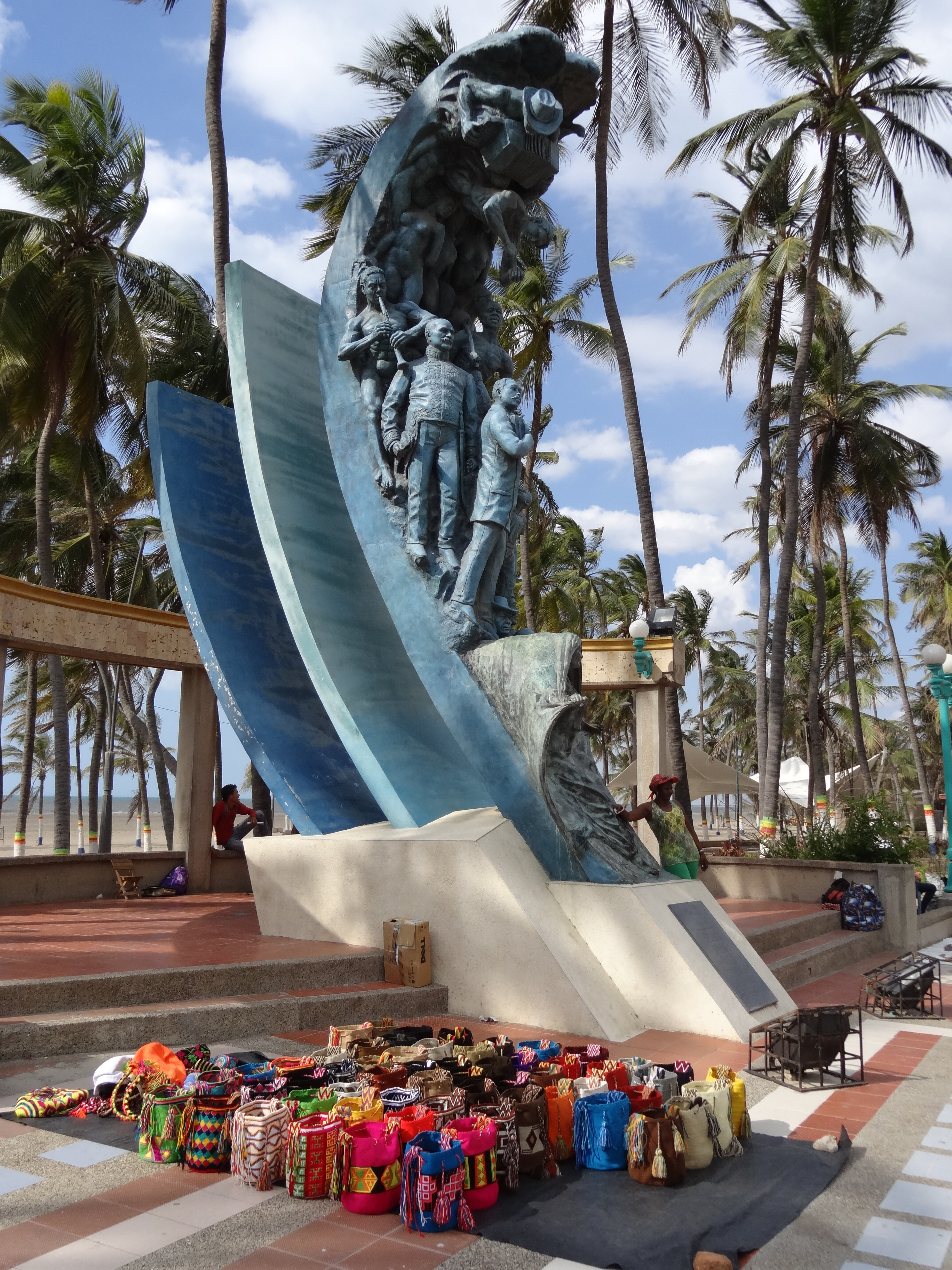
Монумент Identidad, встановлений у 2010 році
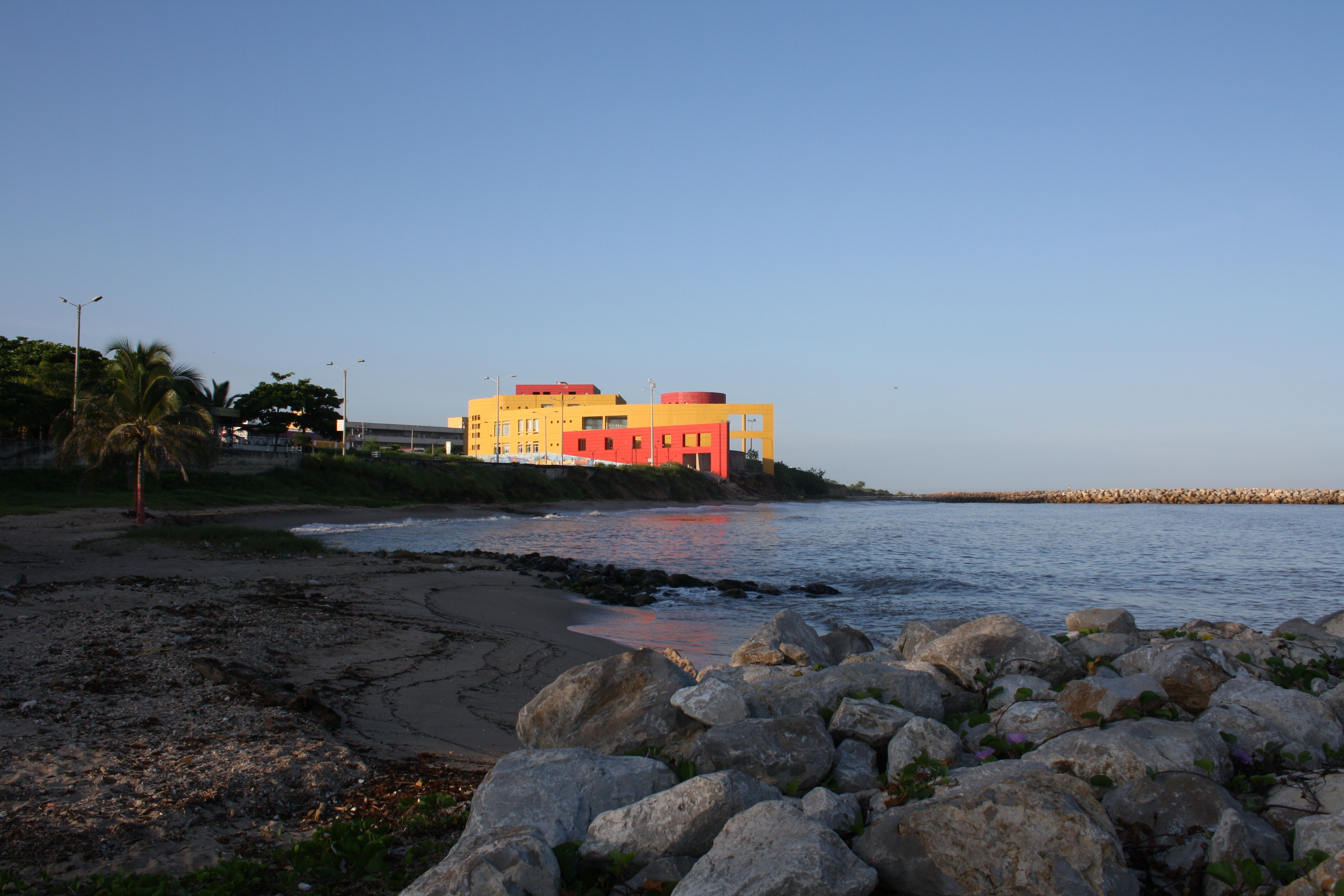
Вид на відомчий будинок культури з пляжу
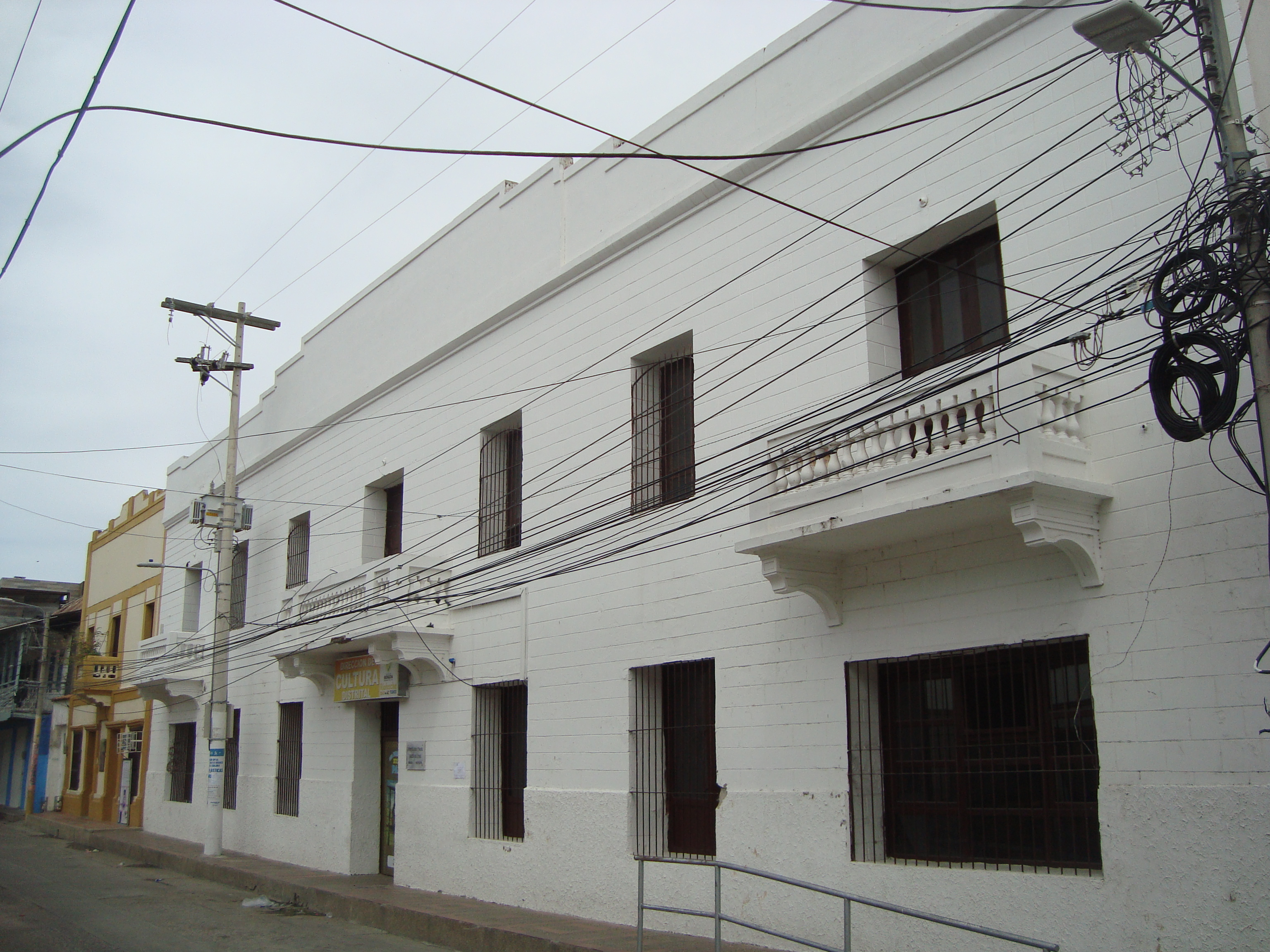
Будівля кінця дев'ятнадцятого століття в Ріоача
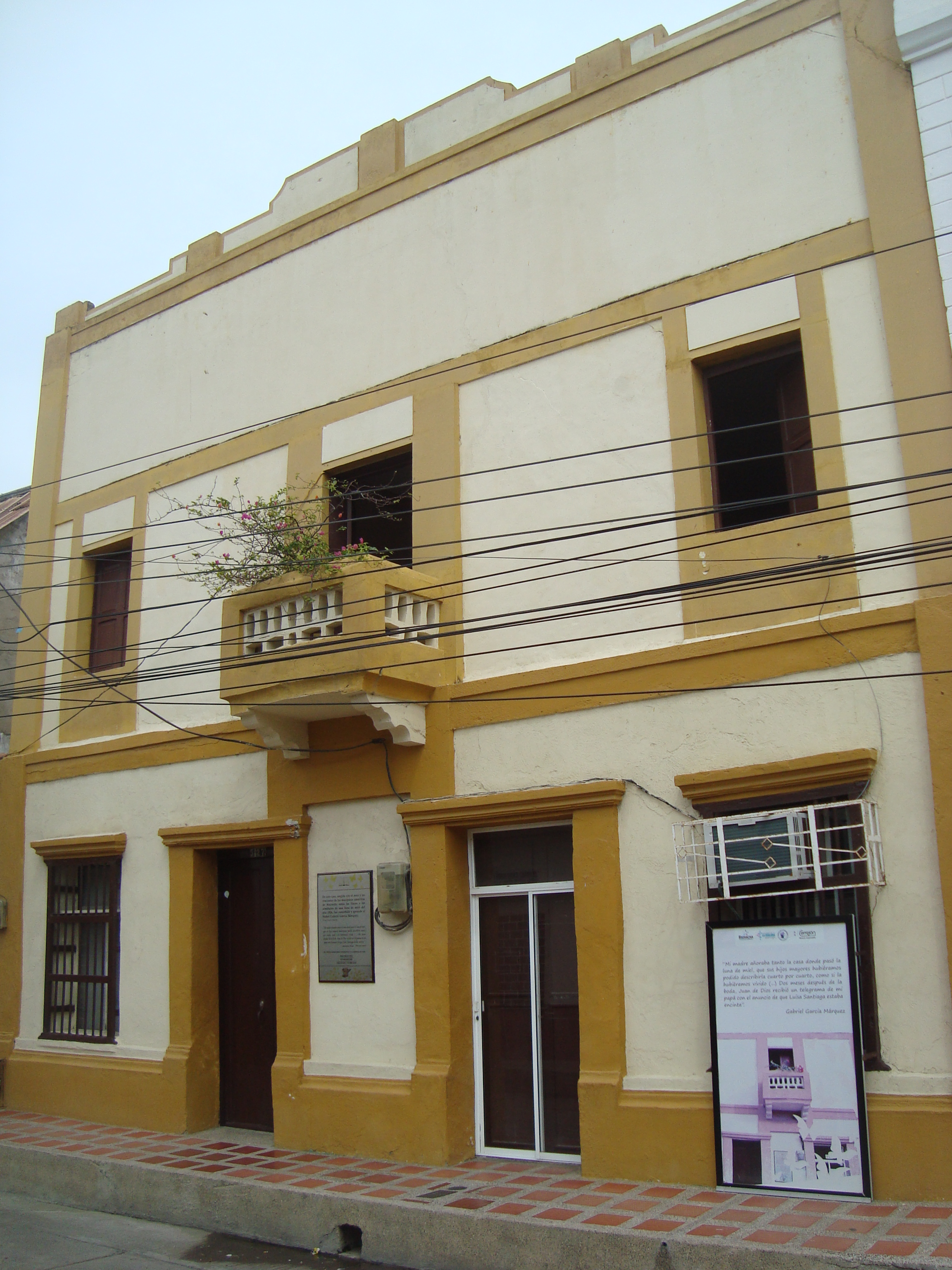
Будинок, де був зачатий Габріель Гарсіа Маркес, згідно з його автобіографією «Жити, щоб розповісти казку» (2002)
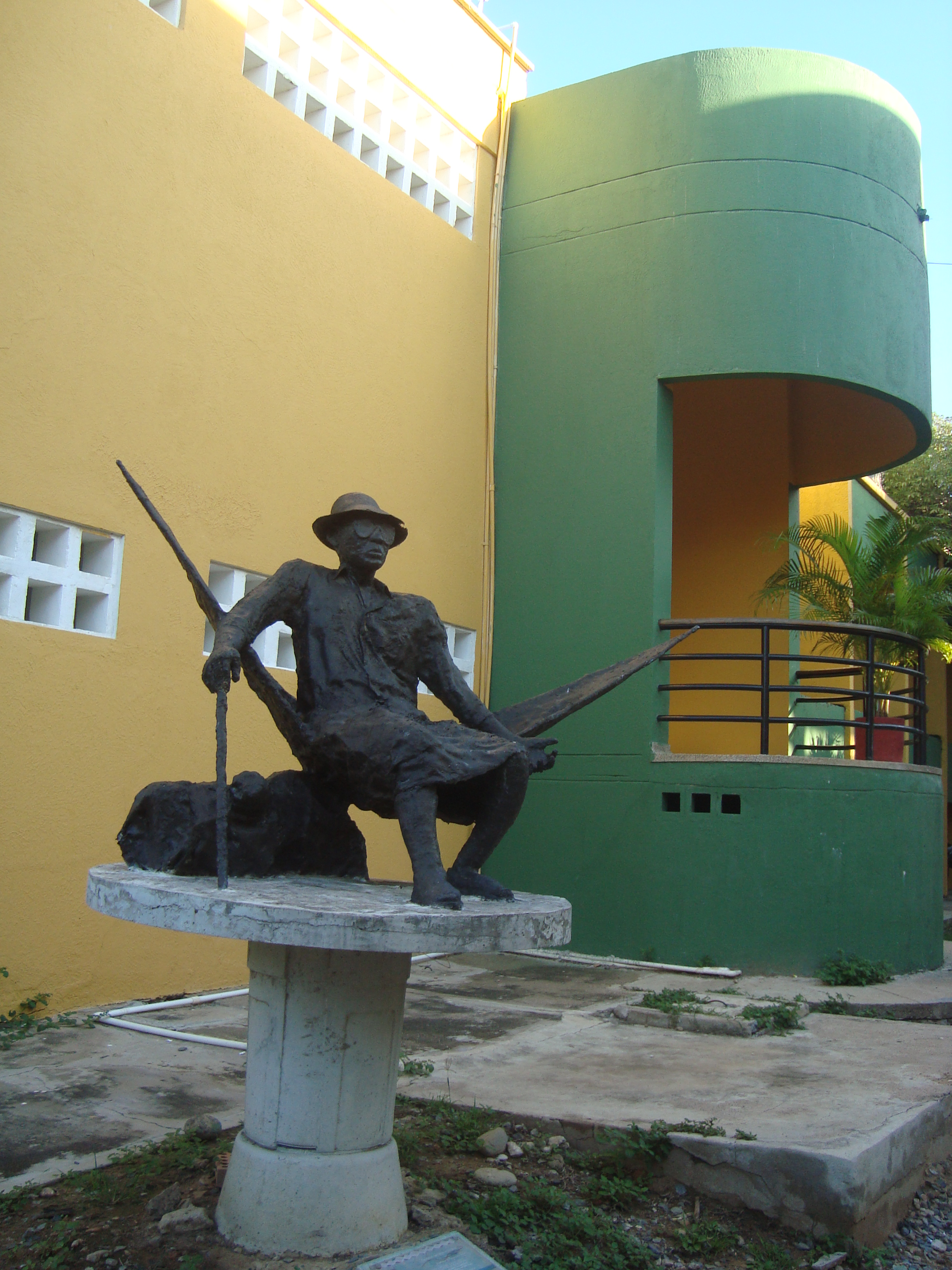
Університет Ла Гуахіра, розташований в Ріоача
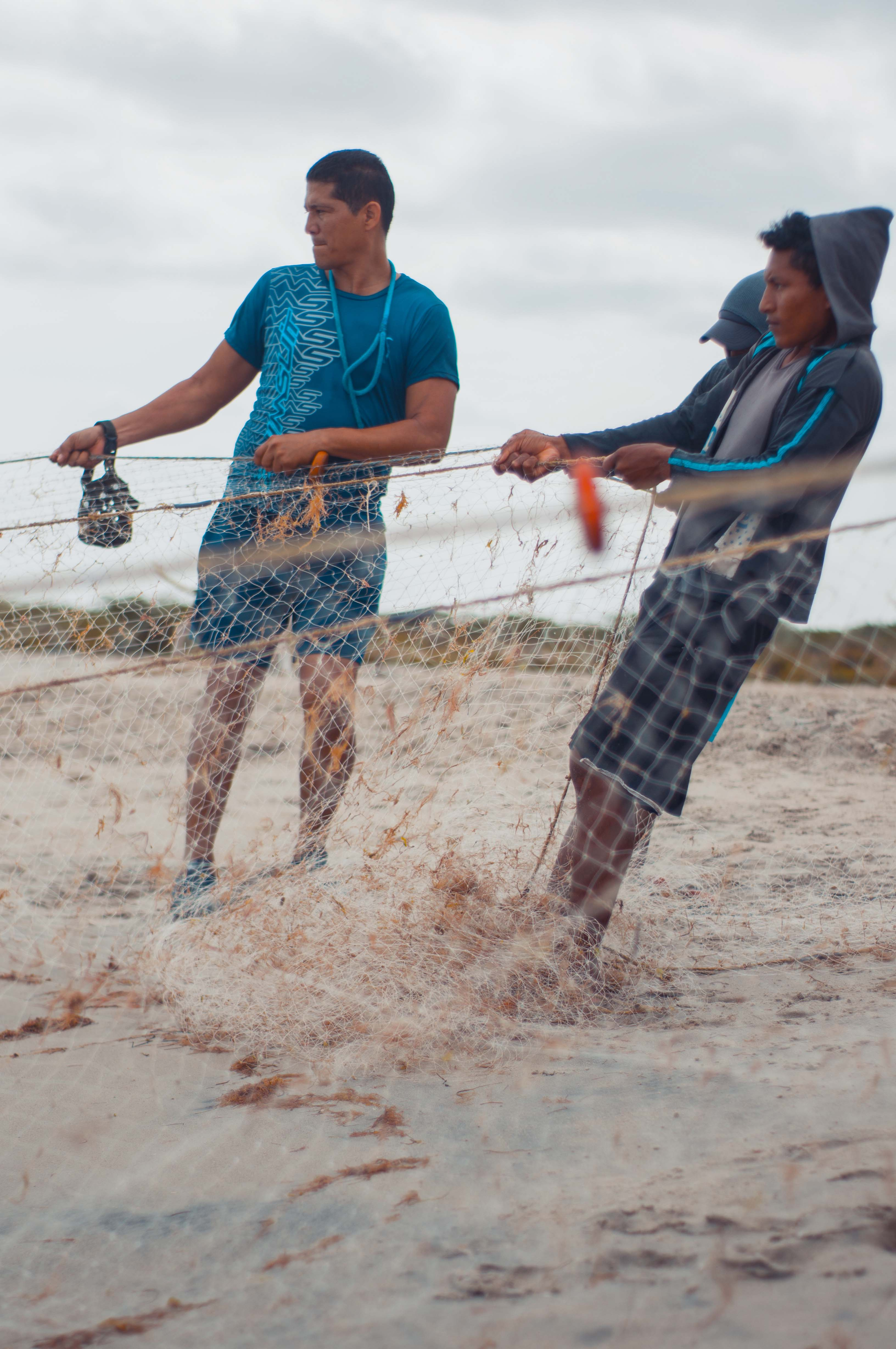
Риболовля між узбережжям Карибського моря Аліджуна та Ваю, Ріоача
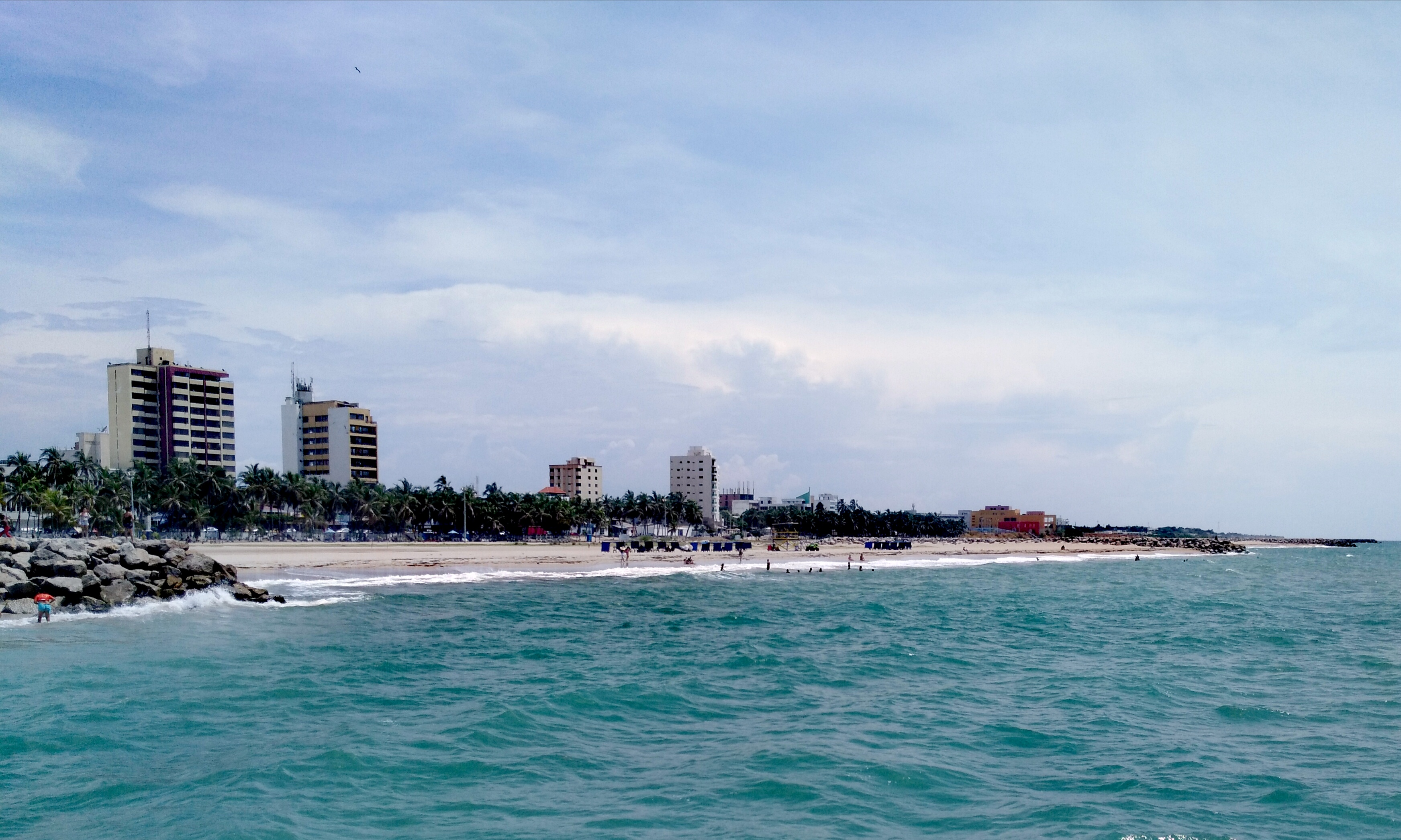
Пляж Ріоачі

## Пояснювальні записки
1. ↑  Also Rio Hacha and Rio de la Hacha (English: "river of the axe").
2. ↑  English: "river land".